# ماكوتو هاسيبه
ماكوتو هاسيبه (مواليد 18 يناير 1984 في فوجيدا، اليابان) لاعب كرة قدم ياباني يلعب حاليا لصالح نادي الدرجة الأولى آينتراخت فرانكفورت الألماني منذ 2014 في مركز الوسط المحوري.
بدأ اللعب دوليا في شهر فبراير 2006 ضد أمريكا وفي 2010 حصل على شارة قيادة المنتخب الياباني ولعب دوليا 40 مباراة وسجل 4 اهداف..

## بدايته
بعد تخرجه من مدرسة فوجيدا الثانوية عام 2002 انتقل مباشرة لنادي اوراوا ريدز الياباني وبدأ اللعب معه بشكل منتظم منذ موسم 2003.. وفي موسم 2004 حقق لقب الدوري الياباني واختير ضمن تشكيلة العام للدوري الياباني.. وفي 2008 انتقل لنادي فولفسبورج الألماني ليصبح أول لاعب ياباني في تاريخ الفريق وفي موسم 2009 أصبح ثاني لاعب ياباني يحقق لقب البوندسليجا بعد يوسوهيكو اوكوديرا الذي حقق اللقب عام 1977 مع نادي كولن. وفي أبريل 2010 مدد عقده مع فولفسبورج إلى 2012.

## وصلات خارجية
- ماكوتو هاسيبه على موقع الاتحاد الدولي (مؤرشف)  (الإنجليزية)
- ماكوتو هاسيبه على موقع الاتحاد الأوربي (الإنجليزية)
- ماكوتو هاسيبه على موقع رابطة كرة القدم اليابانية للمحترفين (اليابانية)
- ماكوتو هاسيبه على موقع قاعدة بيانات كرة القدم.إي يو (الإنجليزية)
- ماكوتو هاسيبه على موقع بيانات كرة القدم. دي إي (الألمانية)
- ماكوتو هاسيبه على موقع ناشيونال فوتبول تيمز (الإنجليزية)
- ماكوتو هاسيبه على موقع Soccerway.com (الإنجليزية)
- ماكوتو هاسيبه على موقع عالم كرة القدم.نت (الإنجليزية)
- ماكوتو هاسيبه على موقع AS.com (الإسبانية)